# Саросский залив

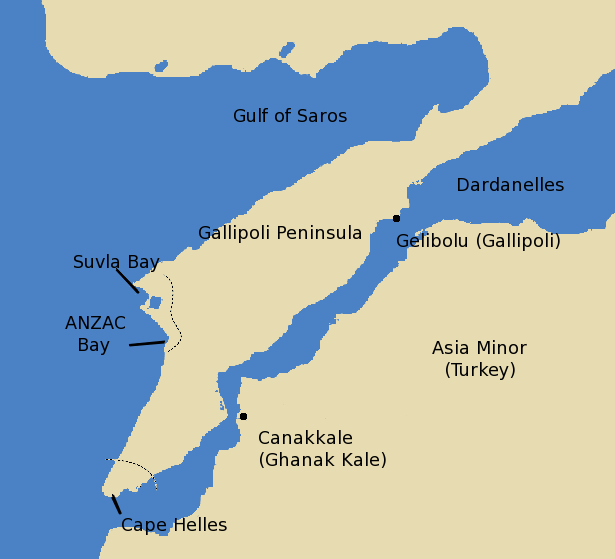

Саросский залив (тур. Saros Körfezi) — залив в северной части Эгейского моря, севернее Галлипольского полуострова.
Залив находится далеко от индустриальных зон и море имеет кристально чистый вид, в связи с этим берега залива популярны в качестве объектов туризма.
В заливе находятся острова Сарос. Это три небольших острова — Бююкада (Бююк-Ада, Муариз), Кючюкада (Кючюк-Ада, Ксеро-Микро) и Мыныкада (Ксеро-Скопело).
Северо-Анатольская зона разлома находится в районе Саросского залива.